# William Smith O'Brien

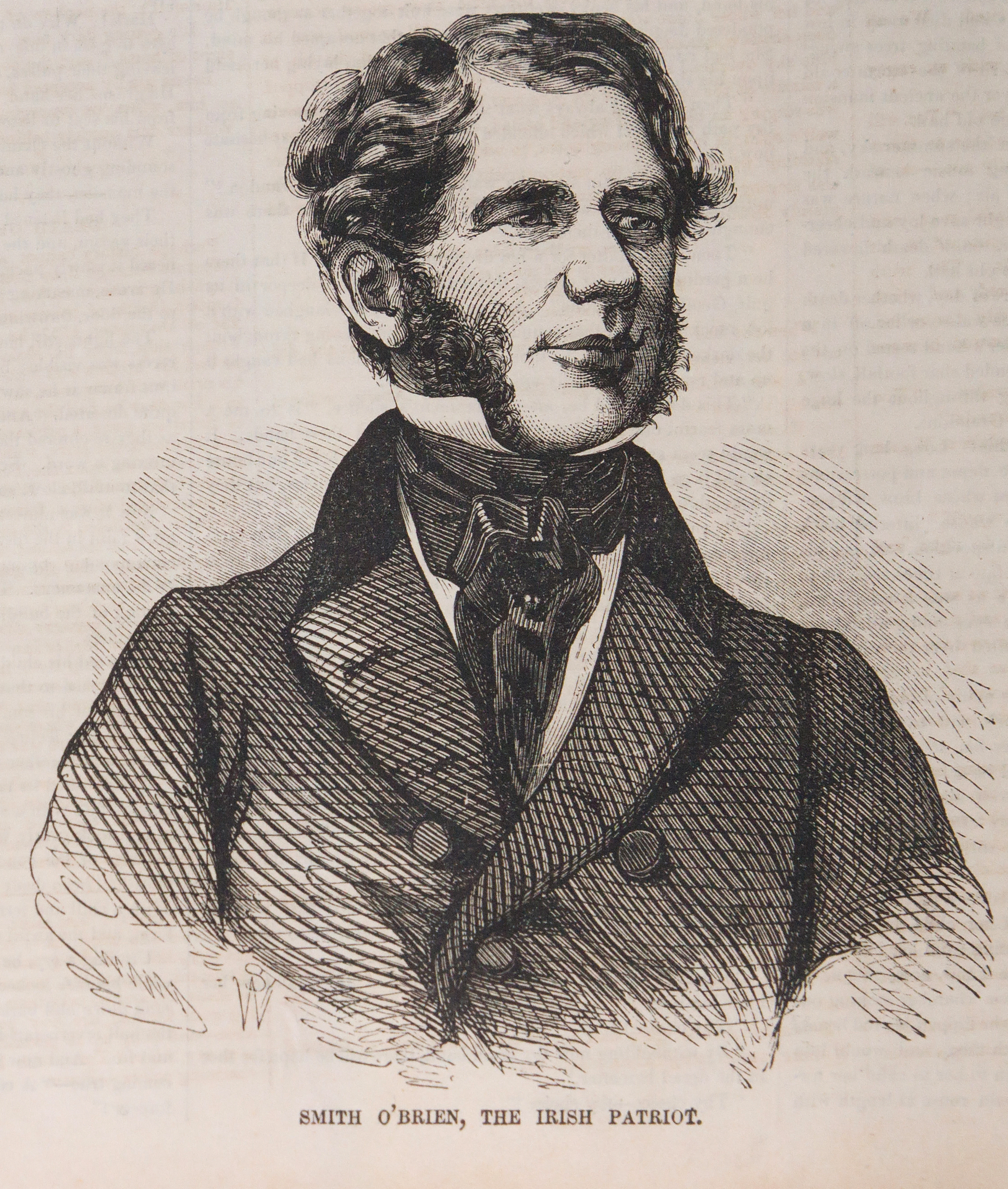
William Smith O'Brien (2012).

William Smith O'Brien (en irlandés: Liam Mac Gabhann Ó Briain; 17 de octubre de 1803 - 16 de junio de 1864) fue un miembro del Parlamento nacionalista irlandés (MP) y líder del movimiento Young Ireland .  También alentó el uso del idioma irlandés .  Fue declarado culpable de sedición por su parte en la Rebelión Joven de Irlanda de 1848 , pero su sentencia de muerte fue conmutada por deportación a la Tierra de Van Diemen .  En 1854, fue liberado bajo la condición de exiliado de Irlanda, y vivió en Bruselas durante dos años.  En 1856, O'Brien fue indultado y regresó a Irlanda, pero nunca más estuvo activo en la política.

## Primeros años
Nacido en Dromoland, Newmarket en Fergus , Condado de Clare , fue el segundo hijo de Sir Edward O'Brien, Cuarto Baronet , del Castillo de Dromoland .  Su madre era Charlotte Smith, cuyo padre era dueño de una propiedad llamada Cahirmoyle en el condado de Limerick.  William tomó el apellido adicional Smith , el apellido de soltera de su madre, al heredar la propiedad.  Vivía en Cahermoyle House, a una milla de Ardagh, Condado de Limerick .  Él era un descendiente de Ard Rí ( Rey Supremo de Irlanda ) del siglo XI, Brian Boru .  Recibió una educación en inglés de clase alta en Harrow School y Trinity College, Cambridge .  Posteriormente, estudió derecho en King's Inns en Dublín y Lincoln's Inn en Londres.

## Política

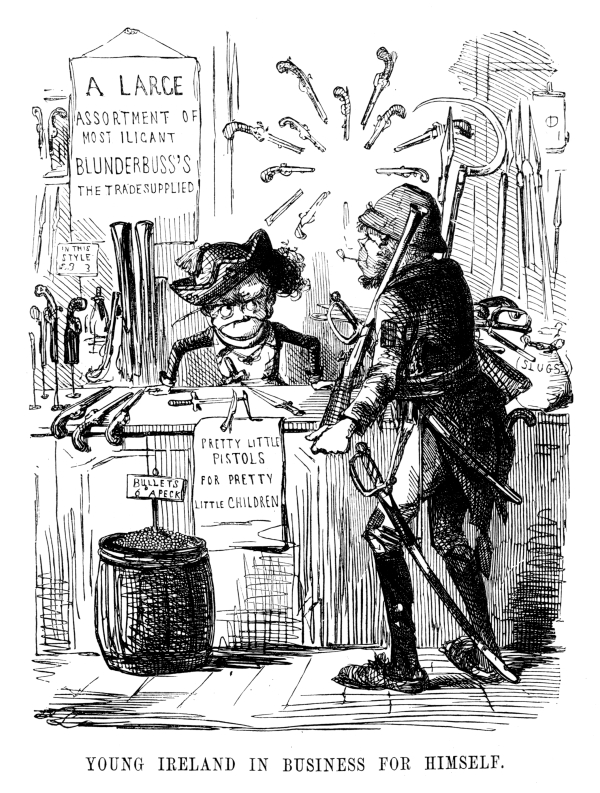
"Young Ireland in Business for Himself", la caricatura satírica de John Leech de 1846 para la revista Punch, que muestra a O'Brien ofreciendo "pequeñas y bonitas pistolas para niños pequeños" después de la retirada de Young Irelanders de la Asociación Repeal

Desde abril de 1828 a 1831 fue diputado conservador por Ennis. Posteriormente, fue diputado por el condado de Limerick en 1835, ocupando su asiento en la Cámara de los Comunes hasta 1849.
Aunque era un caballero protestante, apoyó la emancipación católica mientras seguía siendo partidario de la unión británico-irlandesa. En 1843, en protesta contra el encarcelamiento de Daniel O'Connell, se unió a la Asociación por la Derogación en contra de la unión de O'Connell.
Tres años más tarde, O'Brien retiró a los Jóvenes Irlandeses de la asociación. Con Thomas Francis Meagher, en enero de 1847 fundó la Confederación irlandesa, aunque continuó predicando la reconciliación hasta la muerte de O'Connell en mayo de 1847. Trabajó activamente en apoyo de los afectados por la Gran Hambruna. En marzo de 1848, habló a favor de una Guardia Nacional y trató de incitar a una rebelión nacional. Fue juzgado por sedición el 15 de mayo de 1848, pero no fue condenado.

## Rebelión y deportación

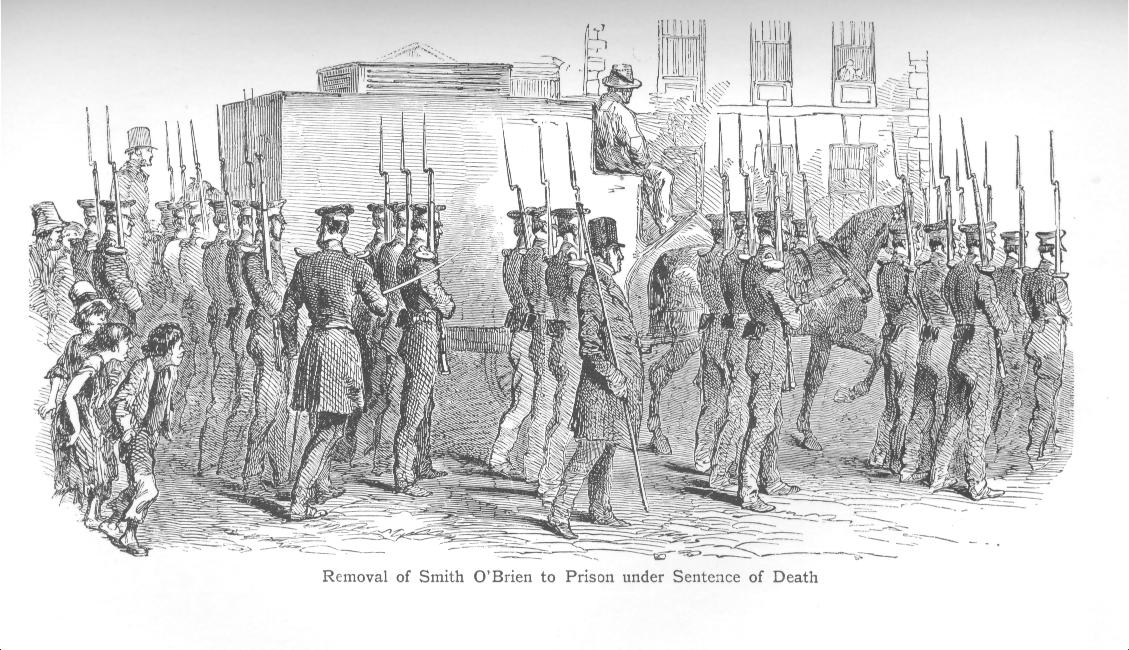
Remoción de Smith O'Brien bajo sentencia de muerte

El 29 de julio de 1848, O'Brien y otros jóvenes irlandeses lideraron a propietarios y arrendatarios a una rebelión de tres condados, en la que apenas hubo derramamiento de sangre en un enfrentamiento en Ballingarry, Condado de Tipperary. En el juicio posterior, O'Brien fue declarado culpable de alta traición y sentenciado a ser ahorcado, arrastrado y descuartizado. Las peticiones de clemencia fueron firmadas por 70,000 personas en Irlanda y 10,000 personas en Inglaterra.

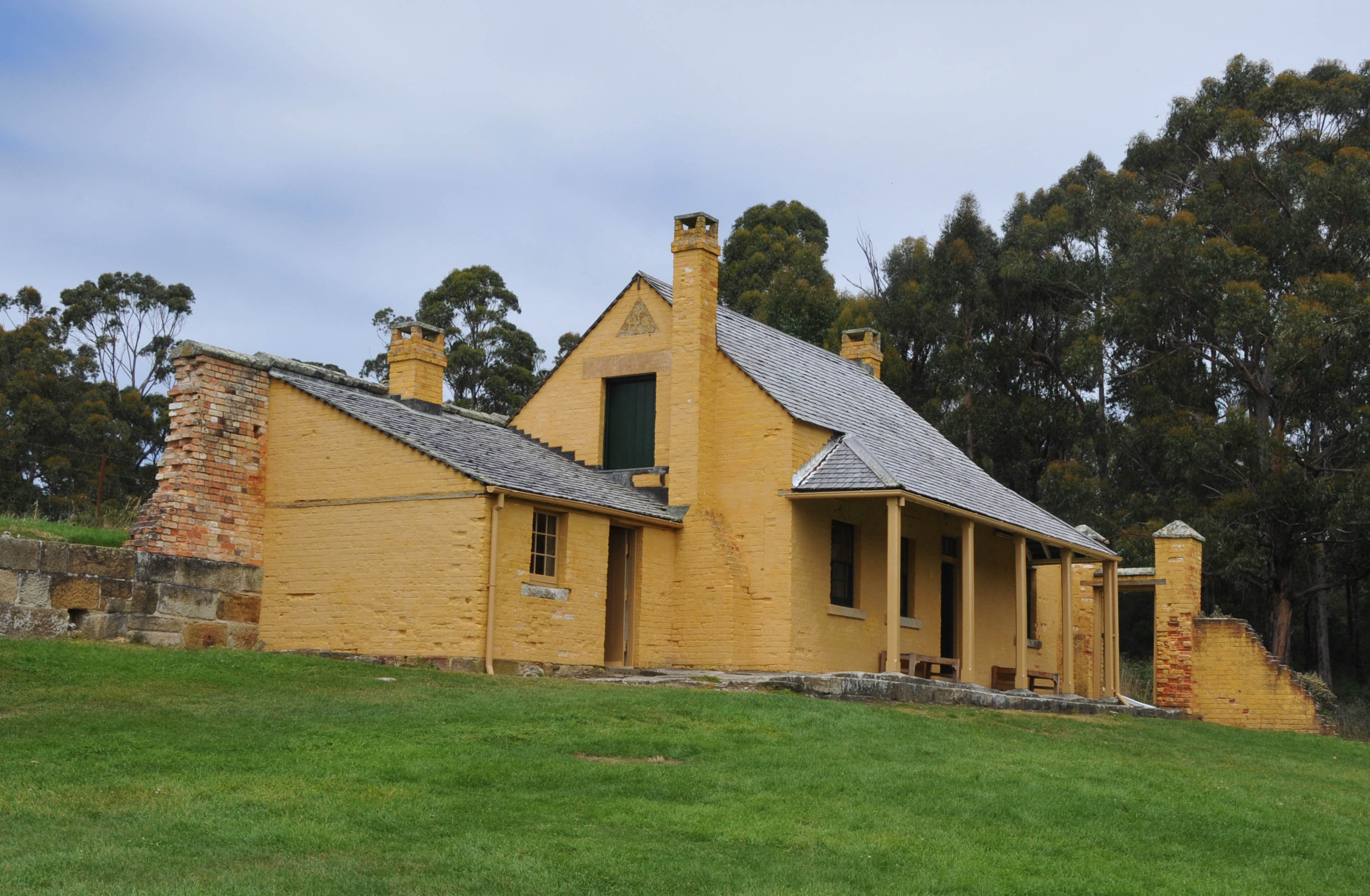
Cabaña de O'Brien en Port Arthur, Tasmania.

En Dublín, el 5 de junio de 1849, las sentencias de O'Brien y otros miembros de la Confederación de Irlanda fueron conmutadas por la deportación de por vida a la tierra de Van Diemen (Tasmania en la actual Australia).
O'Brien intentó escapar de isla Maria en Tasmania, pero fue traicionado por Ellis, el capitán de la goleta contratada para la huida. Fue enviado a Port Arthur, donde se encontró con John Mitchel, que había sido deportado antes de la rebelión. Las cabañas en las que O'Brien vivió en Isla Maria y Port Arthur se han conservado en su estado del siglo XIX como memoriales.
Habiendo emigrado a los Estados Unidos, Ellis fue juzgado por otro líder de los Jóvenes Irlandeses, Terence MacManus, en una corte de linchamientos en San Francisco por la traición de O'Brien. Fue liberado por falta de pruebas.
En 1854, después de cinco años en Tasmania, O'Brien fue liberado con la condición de que nunca regresara al Reino Unido. Se instaló en la Bruselas. En mayo de 1856, se le concedió un indulto incondicional y regresó a Irlanda en julio. Contribuyó al periódico Nation, y publicó los Principios de gobierno en dos volúmenes , o Meditaciones en el exilio en 1856, pero no tuvo más participación en la política.
En 1864 visitó Inglaterra y Gales, con el fin de mejorar su salud, pero no hubo mejoría, y murió en Bangor, en Gales, el 16 de junio de 1864.

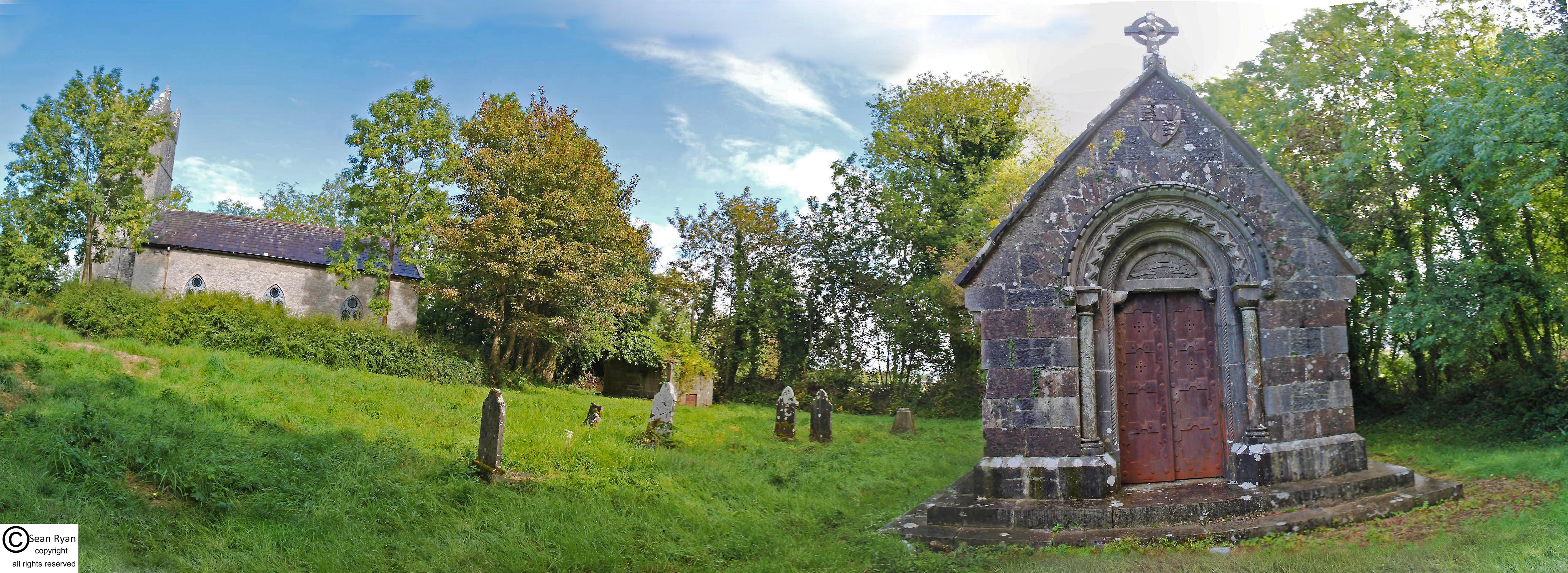
Entierro en el Condado de Limerick

O'Brien fue miembro fundador de la Ossianic Society, cuyo objetivo era promover el interés en el idioma irlandés y publicar y traducir literatura relacionada con la Fianna . 
Escribió a su hijo Edward de la tierra de Van Diemen, instándole a aprender el idioma irlandés. Él mismo estudió el idioma y usó una Biblia en idioma irlandés, y presentó a la Royal Irish Academy los manuscritos en lengua irlandesa que había recopilado. Disfrutó del respeto de los poetas de Clare (el condado era en gran parte de habla irlandesa en ese momento), y en 1863, siguiendo su consejo, se introdujo en varias escuelas allí.

## Memorial

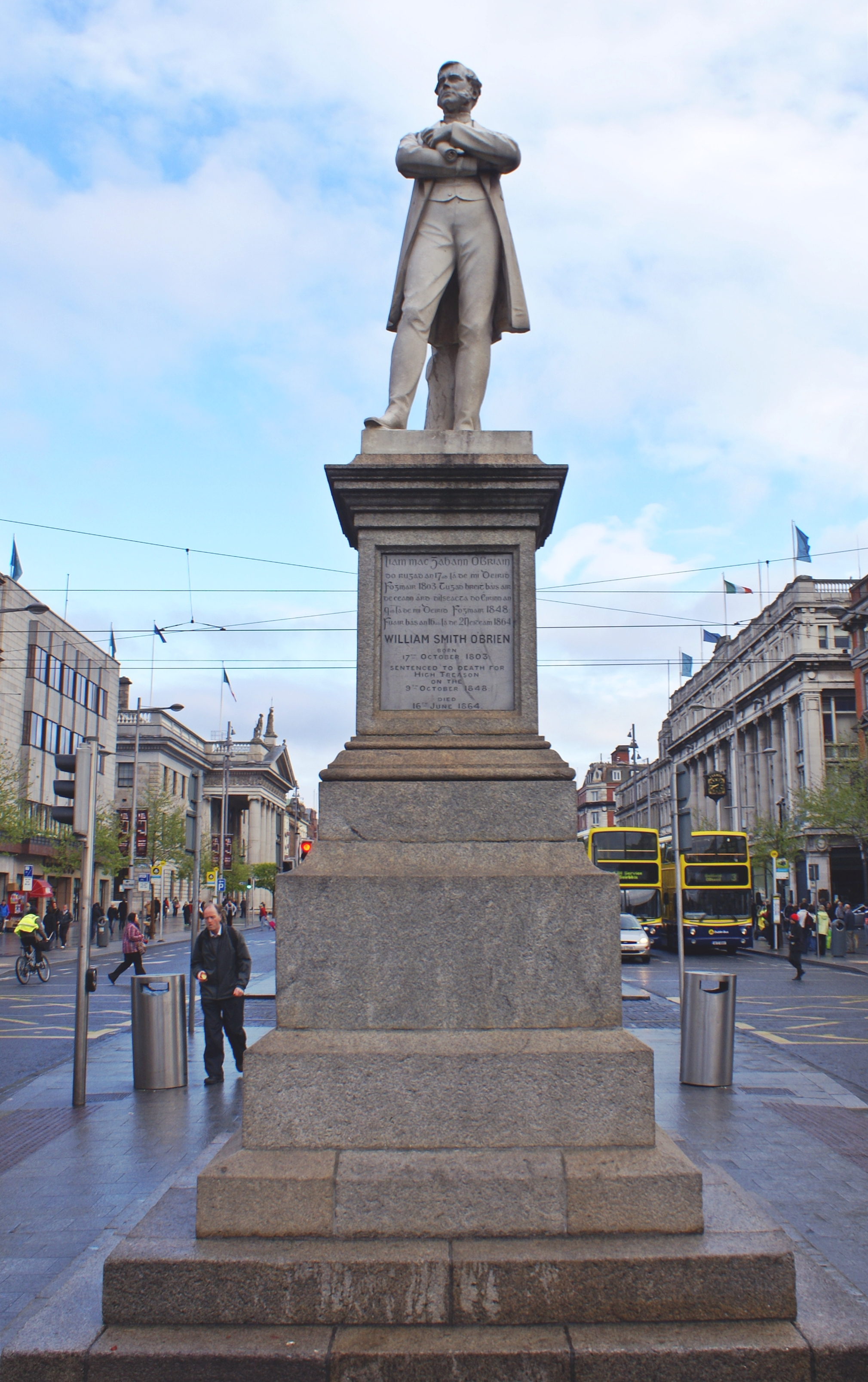
Erigida originalmente en los muelles del sur, esta estatua de 1870 se mudó a O'Connell Street en Dublín en 1929

Una estatua de William Smith O'Brien se encuentra en O'Connell Street , Dublín.  Esculpido en piedra caliza de Portland, fue diseñado por Thomas Farrell y erigido en D'Olier Street, Dublín, en 1870.  Se trasladó a su puesto actual en 1929. 
En los Estados Unidos, el condado de O'Brien, Iowa, lleva su nombre.

## Familia
Mientras estudiaba en Londres, O'Brien conoció a Mary Ann Wilton y tuvo dos hijos nacidos de ella.  En otoño de 1832 se casó con Lucy Caroline Gabbett (1811–1861) del condado de Limerick.  Tenían cinco niños y dos niñas.
Los hijos de William Smith O'Brien y Lucy O'Brien fueron Edward William (Ned) (1831–1909), William Joseph (1839–1867), Lucy Josephine (1840–1907), Lucius Henry (1842–1913), Robert Donough (1844–1917), Charlotte Grace (1845–1909) y Charles Murrough (1849–1877).  La hija mayor Lucy Josephine O'Brien se casó con el Reverendo John Gwynn y sus hijos incluyeron al escritor y parlamentario Stephen Gwynn , Lucy Gwynn, la primera mujer que se inscribió en el Trinity College de Dublín , y Edward Gwynn, quien fue Provost del Trinity College de Dublín .  La hija menor de O'Brien, Charlotte Grace O'Brien, hizo campaña por el mejor trato de los emigrantes irlandeses.
El hermano mayor de William Smith O'Brien, Lucius O'Brien (1800–1872) fue durante algún tiempo miembro del parlamento para el Condado de Clare . 
La hermana de William Smith O'Brien, Harriet O'Brien, se casó con un sacerdote anglicano, pero pronto quedó viuda.  Como Harriet Monsell , fundó la orden de las monjas anglicanas, la Comunidad de San Juan Bautista , en Clewer, Windsor, en 1851.  La cruz de oro que llevaba, y que todavía pertenece a la Comunidad, fue hecha con oro por su hermano durante su exilio en Australia. 

## Citas
- "La nueva bandera irlandesa sería naranja y verde, y sería conocida como la tricolor irlandesa".[16]
- "Encontrar una cárcel en uno de los lugares más hermosos que forma la naturaleza en una de sus soledades más solitarias crea una revulsión de sentimientos que no puedo describir".  Noviembre de 1849, cuando se avista por primera vez la isla maria

## Otras lecturas
- Smith O'Brien, William (1856). Principles of Government or Meditations in Exile. Dublin & Boston: James Duffy, Patrick Donahoe. Vol. I - 388pp., Vol. II - 380pp. US edition single vol. 480pp.
- Hough, John (1998). William Smith O'Brien: the unlikely revolutionary. [pamphlet].
- Young Ireland y 1848, Dennis Gwynn, Cork University Press 1949.
- Smith O'Brien y la "secesión", Dennis Gwynn, Cork University Press
- The Fenians in Context Irish Politics & Society 1848–82, RV Comerford, Wolfhound Press 1998
- William Smith O'Brien y la joven rebelión de Irlanda de 1848, Robert Sloan, Four Courts Press 2000
- Irlanda joven, TF O'Sullivan, The Kerryman Ltd. 1945.

Libros de jóvenes irlandeses (Confederación irlandesa)